# 拟大眼鲷
拟大眼鲷（学名：Pseudopriacanthus niphonius）为大眼鲷科拟大眼鲷属的鱼类，俗名大鳞大眼鲷。分布于印度、印度尼西亚、朝鲜、日本、台湾岛以及中国南海、东海、黄海等海域。该物种的模式产地在日本。